# Cuenca del Tularosa

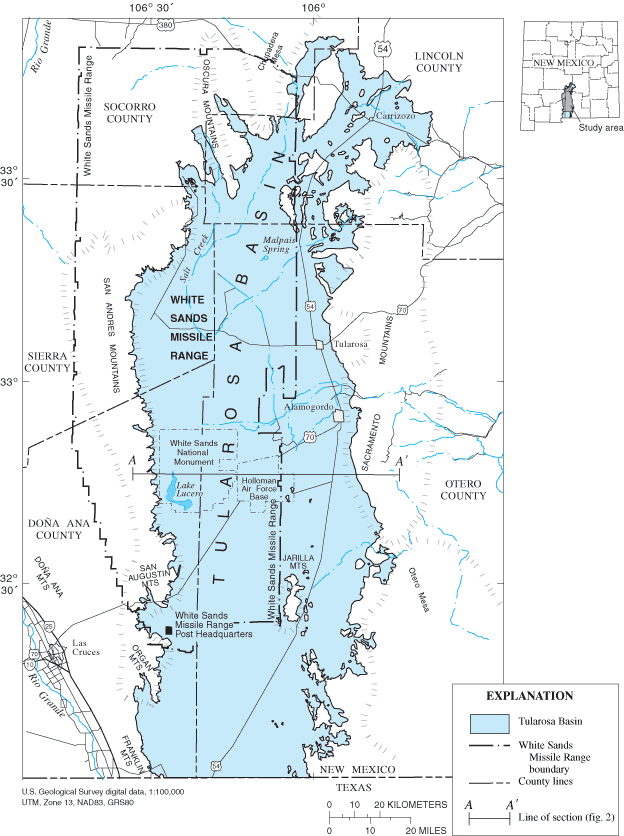
Mapa de la cuenca del Tularosa (celeste) y sus accidentes al sur de Nuevo México en EE. UU.

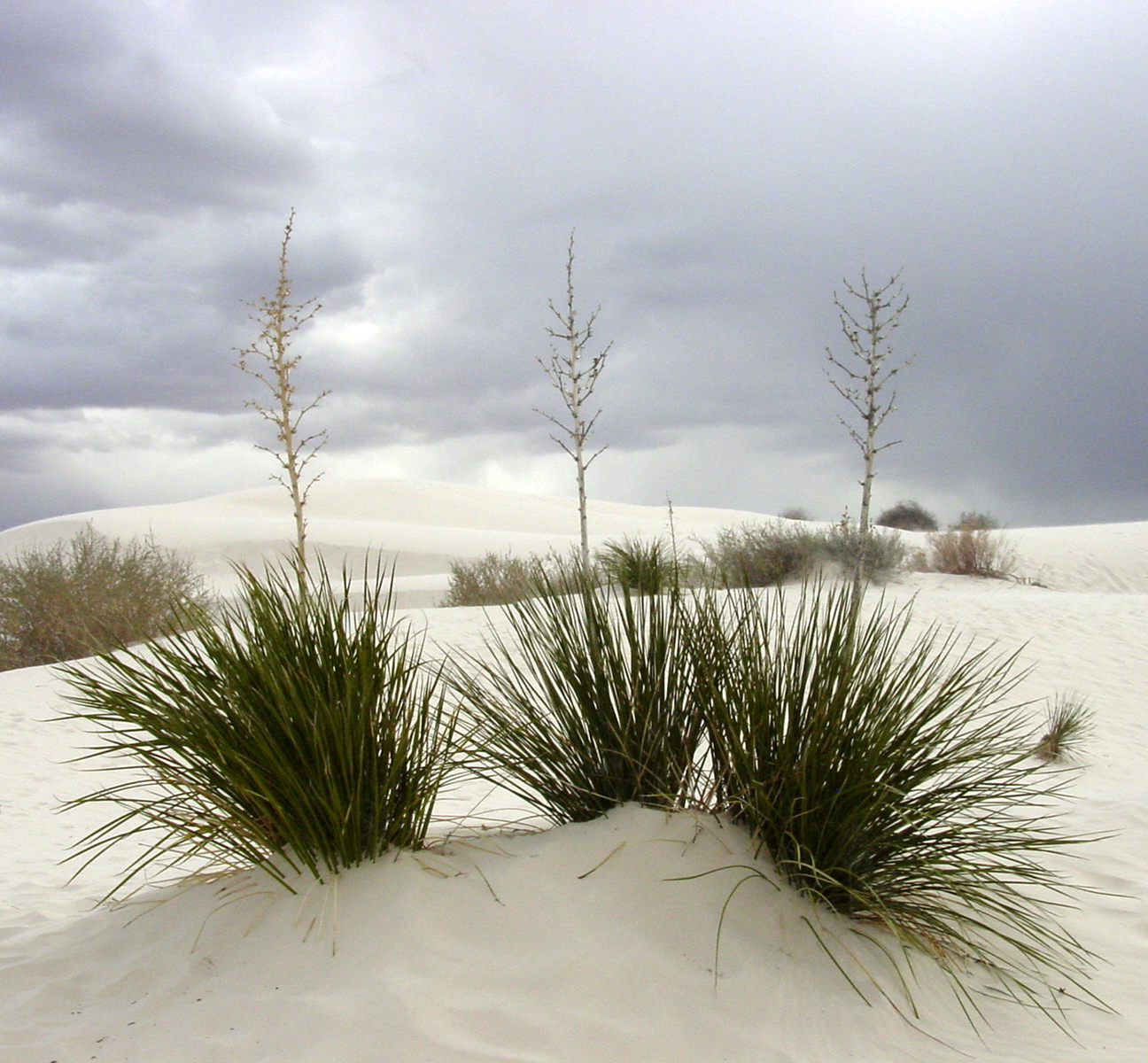

La cuenca del Tularosa es una cuenca hidrográfica de una fosa tectónica en el suroeste de los Estados Unidos de América, dentro del desierto de Chihuahua, al este del río Grande en el sur de Nuevo México.

## Geografía
La cuenca del Tularosa se ubica en el condado de Otero en Nuevo México. Cubre un área de 6,500 millas cuadradas (35% más grande que el estado de Connecticut). Yace entre la sierra del Sacramento al este y la sierra de San Andrés al occidente. La cuenca se extiende unas 150 millas de norte a sur y unas 60 millas de este a oeste.    
Características importantes de la cuenca incluyen al desierto de la Jornada del Muerto, al volcán de la Jornada del Muerto y al campo volcánico del Malpaís, al monumento Nacional de las Arenas Blancas, el río de lava del Malpaís Carrizozo, entre otros. El arroyo Tularosa serpentea en dirección oeste hacia la cuenca del Tularosa muy cerca del pueblo de Tularosa.  
Hidrológicamente, la cuenca del Tularosa en una cuenca endorreica, ya que fluye agua fuera de ella.  La cuenca está cerrada al norte de la Mesa Chupadera y al sur por la sierra de Franklin y la Sierra del Hueco.  El agua superficial que no se evapora o se filtra en el suelo, por lo general se acumula en las playas, siendo la más grande e importante el Lago Lucero al suroeste de las dunas de arenas blancas. El monumento Nacional de las Arenas Blancas son un campo de arenas blancas de unos 275-mi² compuestas de cristales de yeso.